# Visnyaki (Horoli járás)
Visnyaki (ukrán betűkkel: Вишняки) falu Ukrajna Poltavai területén, a Horoli járásban. Lakossága a 2001-es népszámláláskor 2108 fő volt. A visnyaki községi tanácshoz tartoznak Verbino, Demina Balka, Kosztyuki és Pavlenki települések.
A falu a Horol folyó mentén fekszik, ahol a Rudka folyóba a Horolba torkollik. Területe mocsaras, több kis holtággal és tóval. Három km-re található a járási központtól, Horoltól. A falu közelében halad el az M 03-as autóút.
A település a 16. században jött létre. Nevét a feltételezések szerint a falu egyik első lakójáról, egy Szavka Visnyak nevű kozákról kapta. 1845-ös ukrajnai utazása során a falut meglátogatta Tarasz Sevcsenko költő, erről az Ikrek (Bliznyata) című versében is említést tesz.
A faluban a szovjet időszakban, 1930-ban létesült kolhoz. A második világháború alatt, 1941. szeptember 13-ától 1943. szeptember 19-éig a település német megszállás alatt volt. A falu lakói közül 113 főt hurcoltak el. Amikor a szovjet csapatok visszafoglalták a falut, a harcokban elpusztult egy önjáró rohamlöveg, a személyzetből három fő esett áldozatul. Sírjuk ma háborús emlékmű. 

## Látnivalók
- A Kotljarevszkij család számára Nyikolaj Lvov tervei alapján klasszicista stílusban épített kastély. Építését 1805-ben fejezték be. Az épület falán emléktábla emlékeztet Taraszt Servcsenko Visnyakiban tett látohgatására.
- Az 1794–1799 között a Kotljarevszkij család által építtetett pravoszláv templom, mely stílusában a barokk és a klasszicizmus közti átmenetet képviseli. Eredeti berendezései nem maradtak fenn.
- Ivan Fedorovics Hmara (oroszul: Ivan Fjodorovics Hmara) mellszobra.
- Második világháborús emlékműként egy SZU–100-as rohamlöveg látható talapzatra állítva, mellette a harcjármű személyzete három tagjának sírja található.

## Ismert emberek
- Ott született 1936-ban Ivan Fedorovics Hmara traktorvezető, aki az első szovjet déli-sarki kutatóállomás, a Mirnij személyzetének tagjaként vesztette életét 1956-ban egy balesetben. Az általa vezetett lánctalpas vontató alatt beszakadt a jég. Hmara megpróbálta megmenteni a járművet, ám ez nem sikerült neki és elmerült a járművel. Ő volt a déli-sarki szovjet expedíciók első áldozata. Ivan Hmaráról nevezték el a Déli-sark egyik tengeröblét, a Hmara-öblöt.